# パロディアス・ユニティ
パロディアス・ユニティとは、1970年代末から1980年代中盤にかけて活動した、立教大学の自主映画制作サークル。

## 概要
立教大学の映画制作サークルである立教SPP（セント・ポールズ・プロダクション）のメンバーであった黒沢清や万田邦敏らによってSPPから分離独立的に発足し、黒沢清の卒業後も後輩の塩田明彦らに引き継がれ、青山真治等の代まで活動が継続した。
師の位置付けにある蓮實重彦が黒幕のチョイ役で出演した『School Days』（黒沢清）や『SCHOOL SOUNDS』（万田邦敏）のゴダール張りの演出・構成が話題を呼び、ぴあフィルムフェスティバルで入賞した『しがらみ学園』で評価を決定的なものにした。その後も塩田明彦の『ファララ』等完成度の高いフィルムを生み出し、当時の自主制作映画界において一世を風靡していた。後に、彼らと親交のあった周防正行等も加え当時のメンバーおよび動向のことを立教ヌーヴェルヴァーグと呼ぶ人もいる。
1980年前後は高校や大学による自主制作の第一次ブームに相当し、パロディアス・ユニティー以外にも、女優の室井滋や作家・森達也らを輩出し山川直人が率いた早稲田シネマ研究会や、石井聰亙、長崎俊一、内藤剛志（俳優）等の日芸（日本大学藝術学部）の面々、さらには手塚眞や利重剛の出身である成蹊高等学校・映画研究会、法政大学第一高等学校の犬童一心、個人映画の今関あきよしなど今ではプロの映画監督として活躍している人々がたくさんいる。